# روباه پرنده رودریگز
روباه پرنده رودریگز (نام علمی: Pteropus rodricensis) نام یک گونه از سرده روباه پرنده است.